# Combles

Combles este o comună în departamentul Somme, Franța. În 1 ianuarie 2022 avea o populație de 751 de locuitori.